# فرانك هيل
فرانك هيل (بالإنجليزية: Frank Hill)‏ (21 مايو 1906 في المملكة المتحدة - 26 أغسطس 1993 بكاليفورنيا في المملكة المتحدة) هو مدرب كرة قدم ولاعب كرة قدم بريطاني (وحمل سابقاً جنسية المملكة المتحدة لبريطانيا العظمى وأيرلندا) في مركز نصف الجناح. شارك مع منتخب اسكتلندا لكرة القدم. أما مع النوادي، فقد لعب مع نادي أبردين ونادي أرسنال ونادي بلاكبول ونادي ساوثهامبتون ونادي كرو ألكساندرا وفورفار أثلتيك ‏ ورابطة كرة القدم الاسكتلندية الحادية عشر ‏.

## وصلات خارجية
- فرانك هيل على موقع الاتحاد الإسكتلندي (الإنجليزية)
- فرانك هيل على موقع قاعدة بيانات كرة القدم.إي يو (الإنجليزية)
- فرانك هيل على موقع Soccerbase.com (مدرب) (الإنجليزية)